# Elsa Fornero
Elsa Maria Fornero (San Carlo Canavese, 7 maggio 1948) è un'economista e politica italiana.
Ha ricoperto la carica di ministro del lavoro e delle politiche sociali, con delega alle pari opportunità, dal 16 novembre 2011 al 28 aprile 2013 nel governo Monti.

## Biografia
Laureata in economia, diviene professoressa universitaria ordinaria dal 2000 di Economia politica presso la Scuola di Management ed Economia dell'Università degli Studi di Torino; viene indicata come «allieva di Onorato Castellino». Insegna macroeconomia ed economia del risparmio, della previdenza e dei fondi pensione (in inglese). Le sue ricerche scientifiche riguardano i sistemi previdenziali, pubblici e privati, le riforme previdenziali, l'invecchiamento della popolazione, le scelte di pensionamento, il risparmio delle famiglie e le assicurazioni sulla vita.
È membro del Collegio docenti del dottorato in Scienze economiche dell'Università di Torino e del dottorato in Social Protection Policy presso la Maastricht Graduate School of Governance (Università di Maastricht), di cui è anche docente, membro del Nucleo di valutazione della spesa previdenziale, costituito presso il Ministero del lavoro e delle politiche sociali, membro del comitato scientifico dell'Observatoire de l'Epargne Européenne (Parigi), membro del comitato editoriale della Rivista Italiana degli Economisti, editorialista del quotidiano economico e finanziario il Sole 24 ore.
Dal 1993 al 1998 è stata consigliera comunale al Comune di Torino, eletta con la lista civica "Alleanza per Torino" a sostegno del sindaco di centro-sinistra Valentino Castellani. Nel 2001 ha ricevuto (ex aequo con Ignazio Musu) il premio Saint Vincent per l'economia. Nel 2003 ha ricevuto (ex aequo con Olivia Mitchell) il premio INA-Accademia dei Lincei per gli studi in materia assicurativa.
È stata vice presidente del Consiglio di sorveglianza di Intesa Sanpaolo (2010-2011), vice presidente della Compagnia di San Paolo (2008-2010), membro del consiglio direttivo della Società italiana degli economisti (2005-2007), membro del comitato scientifico di Confindustria (2005-2006), membro della commissione di esperti valutatori presso la World Bank (2003-2004), con l'incarico di valutare il ruolo di assistenza svolto dalla Banca nell'attuazione delle riforme previdenziali di paesi con economie di transizione, membro della commissione di esperti della Task Force su "Portability of Pension Rights and Taxation of Pension Schemes in the EU" costituita presso il CEPS (Center for European Policy Studies), Bruxelles (2001-2003), membro della Commissione Ministeriale di esperti indipendenti per la verifica previdenziale (2001), componente del Comitato Scientifico del Mefop (2000-2003).
Nel 2013 ha ricevuto il Premio Ezio Tarantelli del Club dell'economia per la migliore idea economica dell'anno. Il premio le è stato conferito per aver ideato l'ASPI (assicurazione sociale per l'impiego), un nuovo ammortizzatore sociale che è stato introdotto attraverso la riforma del mercato del lavoro che porta il suo nome. Nel 2014 è entrata nel consiglio di amministrazione della Centrale del Latte di Torino in qualità di consigliera indipendente. Ricoprirà l'incarico fino all'approvazione del bilancio al 31 dicembre 2016.
Attualmente è docente universitaria presso il dipartimento di Management dell'Università degli Studi di Torino.

## Attività politica
Il 16 novembre 2011 è stata nominata Ministra del lavoro e delle politiche sociali con delega alle Pari opportunità del governo Monti. Nella storia della Repubblica italiana è la seconda donna, dopo Tina Anselmi, a presiedere tale ministero.

### Riforma delle pensioni e il caso esodati

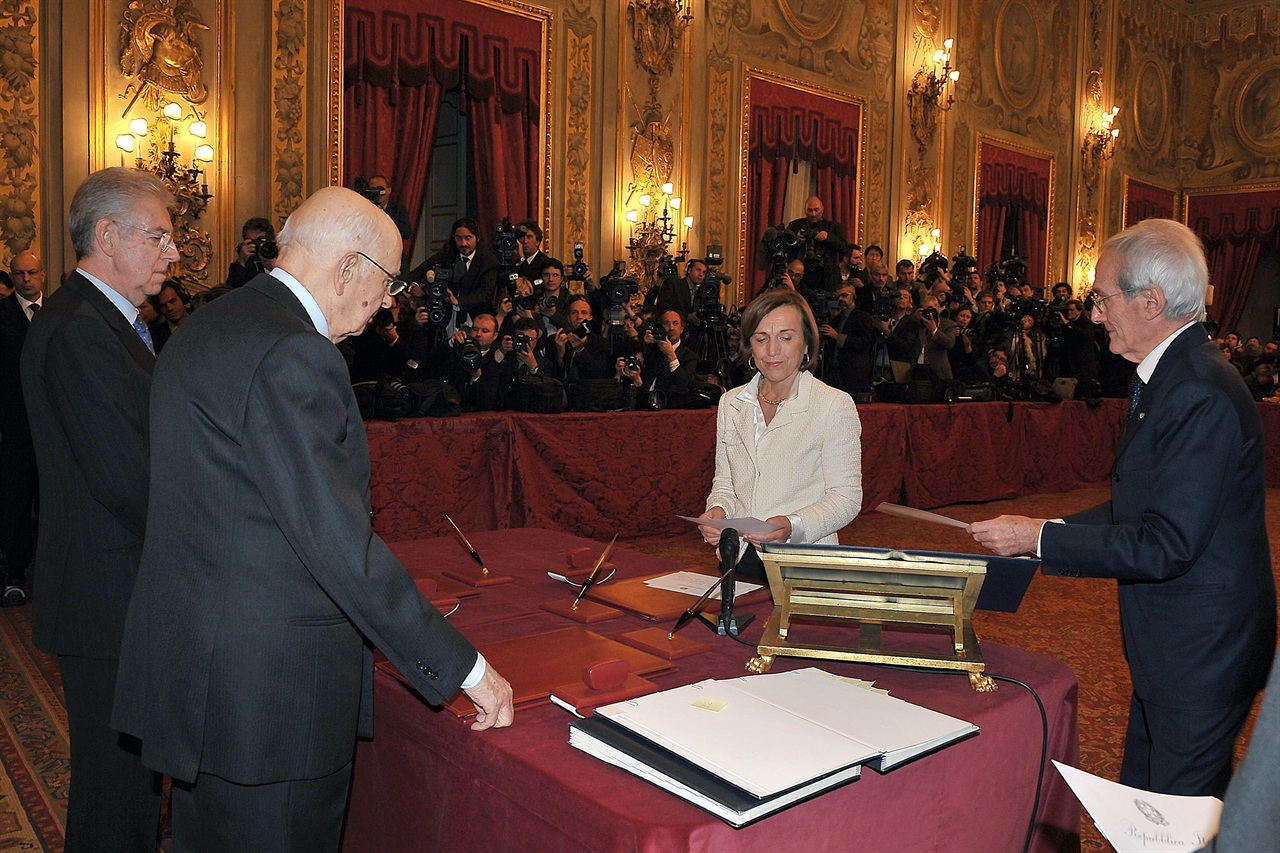
Elsa Fornero giura nelle mani del presidente della Repubblica (16 novembre 2011).

Elsa Fornero assumeva il ruolo di Ministro del governo Monti, vantando una esperienza ventennale negli studi dei sistemi pensionistici pubblici, in un momento di grave crisi finanziaria dello Stato iniziata nell'estate del 2011 con la crisi del debito pubblico e il rischio di non pagare gli stipendi pubblici e le pensioni. Nell'ambito del decreto "Salva-Italia" presentato il 4 dicembre 2011, presentava quindi una riforma del sistema pensionistico pubblico italiano redatta in appena 20 giorni. Poiché nel caso della previdenza di primo pilastro le pensioni si pagano con le imposte, la riforma contemplava una serie di misure di taglio della spesa pubblica e di aumento delle entrate con l'aumento delle aliquote contributive pensionistiche di finanziamento.
Elsa Fornero rivendicava quindi che la riforma previdenziale, non compresa dall'opinione pubblica, superasse le differenze generazionali decise in precedenza passando ad un metodo di calcolo contributivo a capitalizzazione simulata sulla crescita pro-rata per tutti i lavoratori, che, secondo un rapporto dell'area attuariale dell'Inps, determinerà circa 80 miliardi di risparmio rispetto alle normative precedenti nel decennio 2012-2021.
La riforma delle pensioni ha provocato il cosiddetto caso esodati del 2012 in Italia: tale vicenda è stata al centro di controversie politiche e sociali, oltre che di scontri ideologici e sociali tra i sindacati dei lavoratori (CGIL, CISL, UIL in primis) e il governo Monti, con varie polemiche nell'arena politica e con vari dibattiti all'interno della Confindustria. Lo scontro parlamentare si concluse il 4 luglio 2012 quando la Camera dei deputati respinse una mozione di sfiducia individuale presentata contro la ministra Fornero dall'Italia dei Valori e dalla Lega Nord. La votazione ha avuto il seguente risultato: 88 deputati a favore della sfiducia, 435 contrari e 18 astenuti; la sfiducia era stata presentata poiché, secondo i gruppi parlamentari di IdV e Lega Nord, la ministra avrebbe mentito sul numero di esodati e in più avrebbe affermato che il lavoro non è un diritto.

### Riforma del mercato del lavoro

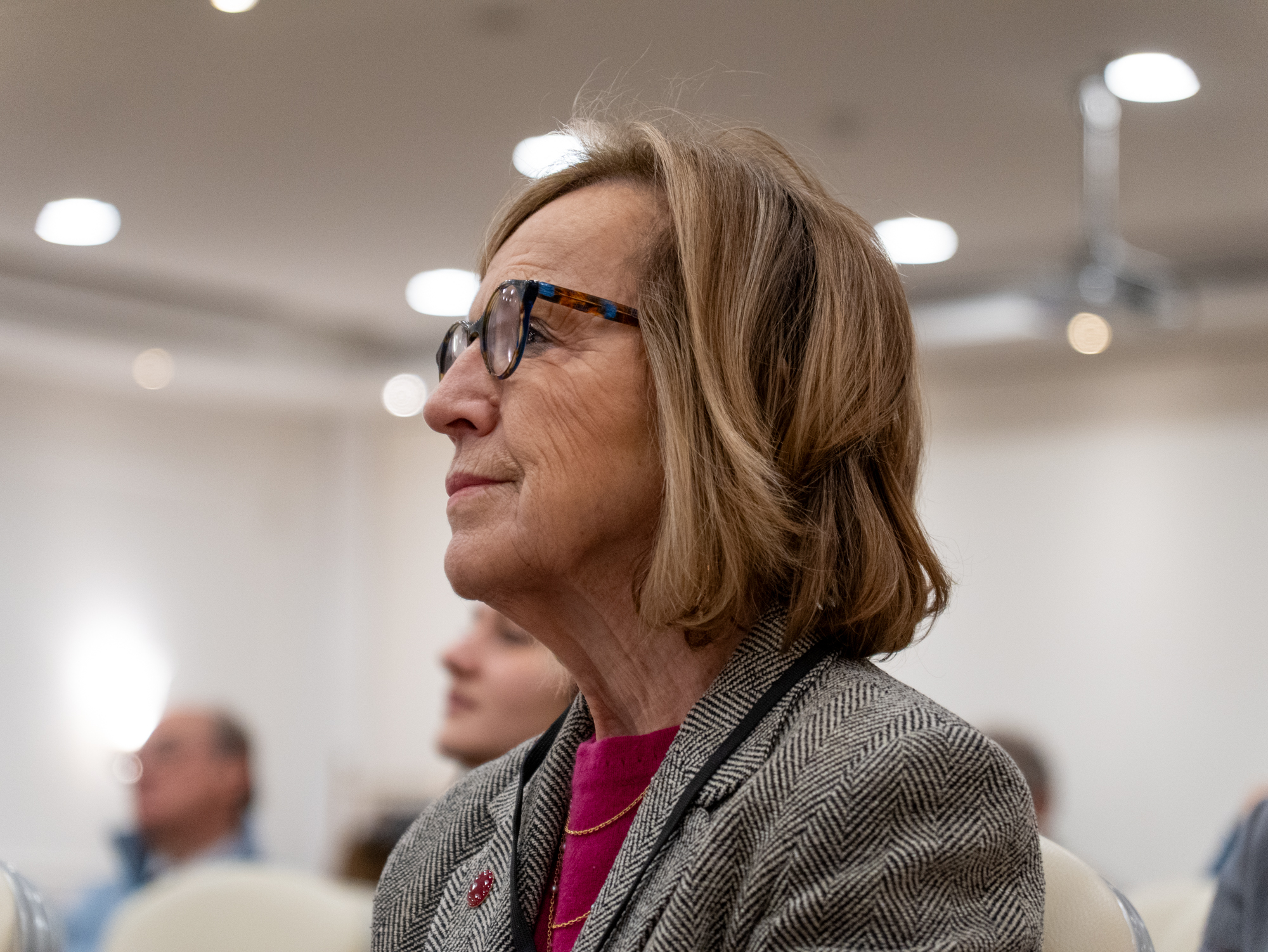
Elsa Fornero discute al Congresso di Radicali Italiani 2024 la riforma del lavoro a suo nome

Il 20 marzo 2012 annunciò il disegno di legge sulla riforma del mercato del lavoro, risultata da mesi di trattativa con le parti sociali, intervenendo sullo storico articolo 18 dello statuto dei lavoratori. La riforma venne successivamente emanata con la legge 28 giugno 2012 n. 92.

## Vita privata

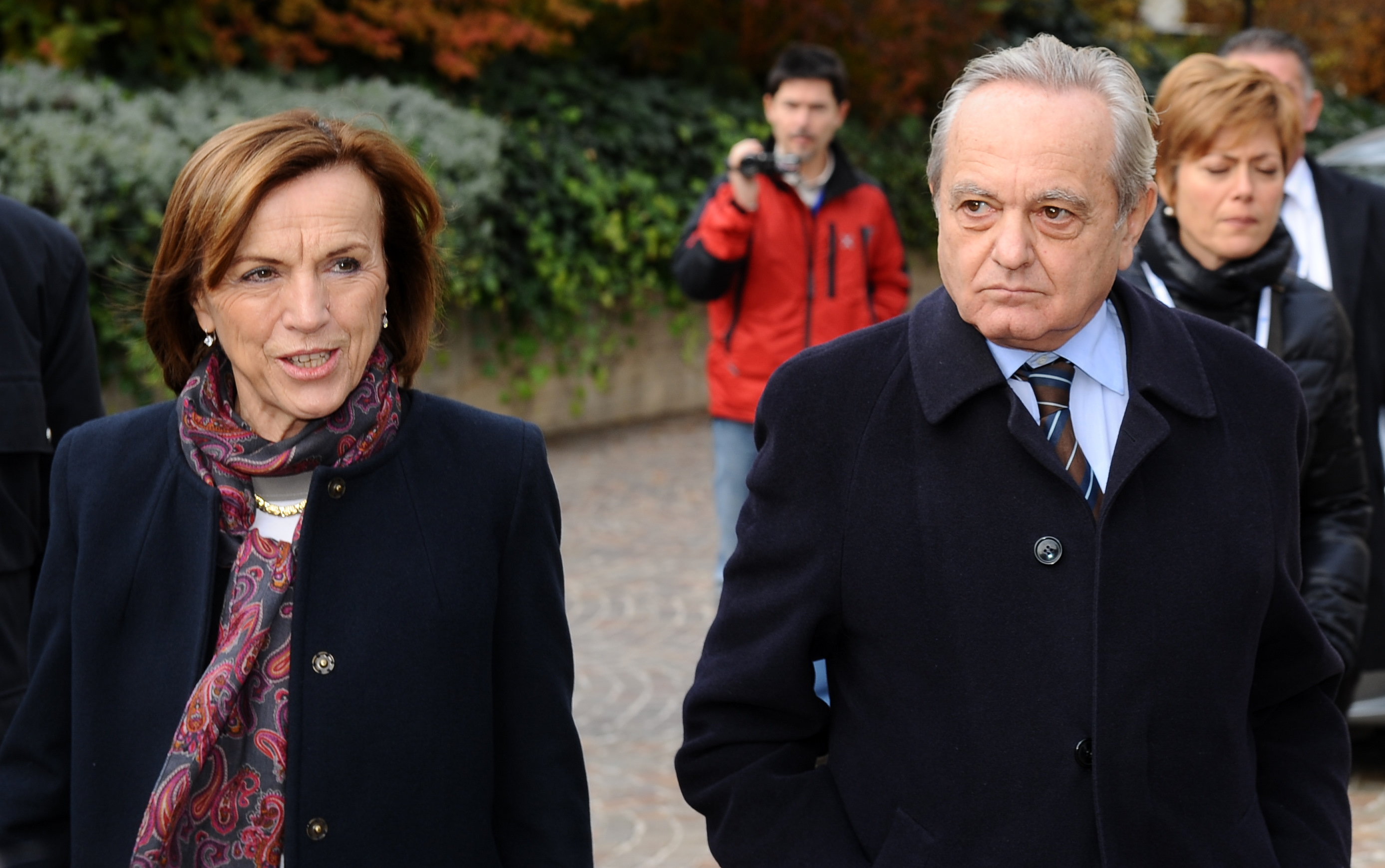
Elsa Fornero con il marito Mario Deaglio (2012).

È sposata con Mario Deaglio, professore ordinario di economia dell'Università di Torino, con cui ha due figli: Silvia, professoressa ordinaria in genetica medica presso la stessa università, e Andrea, regista.

## Pubblicazioni
- Che cosa si produce come e per chi. Manuale italiano di microeconomia, con Onorato Castellino, Mario Deaglio, Mario Monti, Sergio Ricossa, Giorgio Rota, Torino, Giappichelli, 1978.
- Economia del risparmio e della ricchezza. Comportamenti privati e indebitamento pubblico, con Onorato Castellino, Bologna, Il Mulino, 1990. ISBN 88-15-02788-2.
- Esercitazioni e temi d'esame di macroeconomia. Anno accademico 1995-96, con Giovanna Nicodano e Fabio Cesare Bagliano, Milano, Guerini, 1996. ISBN 88-04-00215-8.
- L'economia dei fondi pensione. Potenzialità e limiti della previdenza privata in Italia, Bologna, Il Mulino, 1999. ISBN 88-15-06798-1.
- La riforma del sistema previdenziale italiano. Opzioni e proposte, a cura di e con Onorato Castellino, Bologna, Il Mulino, 2001. ISBN 88-15-08396-0.
- Pension policy in an integrating Europe, a cura di e con Onorato Castellino, Cheltenham-Northampton, Edward Elgar, 2003. ISBN 1843762544.
- Developing an annuity market in Europe, a cura di e con Elisa Luciano, Cheltenham-Northampton, Edward Elgar, 2004. ISBN 1843764768.
- Pension Systems. Beyond Mandatory Retirement, a cura di e con Paolo Sestito, Cheltenham-Northampton, Edward Elgar, 2005. ISBN 1843769476.
- Chi ha paura delle riforme, UBE, 2018, ISBN 8883502574.